# Klaus Ludwig
Klaus Ludwig, född 5 oktober 1949 i Bonn, är en tysk racerförare.

## Racingkarriär
Ludwig blev internationellt känd när han vann Le Mans 24-timmars 1979. Han vann sedan tävlingen 1984 och 1985. Under tävlingens första nittio år var det bara 16 förare som vann tävlingen så många gånger. Han blev sedermera DTM-förare, och vann titeln 1988, 1992 och 1994. Efter att ha vunnit FIA GT 1998 och ett lopp i återuppstartade DTM 2000 slutade Ludwig som professionell förare. Han blev sedan som hobbyförare tvåa i Nürburgring 24-timmars 2006.